# Parque Municipal Gruta da Onça
O Parque Municipal Gruta da Onça é um parque situado no centro de Vitória.
Possui 68.914 m² de vegetação típica da Mata Atlântica. Logo na entrada do parque, encontra-se uma onça-pintada esculpida em concreto, protegendo uma fonte de água límpida. O parque é repleto de nascentes e riachos pequenos cercados por uma impressionante vegetação em pleno núcleo urbano. Ladeiras e escadarias levam a pracinhas e caminhos bucólicos, sob a somba de gigantescas árvores.